# 私室
《私室》（英文：The Bar），2017年台灣原創網路劇，由網路劇《Mr.Bartender》導演徐嘉凱及其製作團隊SELFPICK獨立製作發行。由謝祖武、黃尚禾、鄭人碩、蘇育惟、許乃涵、曾紫庭等人主演，溫昇豪、黃仲崑特別演出。該戲於2017年1月4日開拍，5月10日首播。他們的拍攝地點SELF私室酒吧也成立開張，是一間專門負責調酒及傾聽客人故事的酒吧。

## 劇情概要
|                  | 我們都在尋找，這極端社會中自己的平衡。 |
| ——《私室。》海報 |                                        |

在這繁華而擁擠的都市中，有一間酒吧，它的大門永遠是緊緊的關上，徬彿與世隔絕一般，鮮少有人將之打開。而經營它的老闆：杜勳，卻一點也不在乎。他依舊偶爾站在門口抽著香煙，看著路上的行人享受著。因為他知道，這樣的生活過不了太久，再過一陣子，他的過去將會再次找上門...但在這之前，他只想好好的調杯酒，給所有上門尋求一個解答的客人，同時也嘗試找到屬於自己的那份解答。

## 演員陣容
| 演員     | 角色              | 介紹                           | 登場集數 |
| 主要演員 | 主要演員          | 主要演員                       | 主要演員 |
| -------- | ----------------- | ------------------------------ | -------- |
| 黃尚禾   | 杜勳 （Denny）    | 私室老闆及調酒師，Jeff的前員工 | 1-5      |
| 謝祖武   | 吳仁杰 （Jeff）   | 創投公司執行董事               | 1-5      |
| 許乃涵   | 陳艾立 （Ellie）  | Jeff的員工                     | 1-2      |
| 鄭人碩   | 趙子喬 （Edwin）  | 工程師，Nick的學長。           | 2        |
| 曾紫庭   | 高思成 （Nick）   | 工程師                         | 1-2      |
| 蘇育惟   | 何禹娜 （Nina）   | 又稱Nana，酒店小姐             | 2        |
| 特別演出 |                   |                                |          |
| 黃仲崑   | 陳泰明 （Morris） | 投資方                         | 2        |
| 溫昇豪   | 陳富宇 （Frank）  | 投資方                         | 1        |
| 鄭亞     | 趙子榆            | 趙子喬的妹妹                   | 4        |

## 集數
| 集數 | 標題                | 播出日期      |
| ---- | ------------------- | ------------- |
| 1    | Old Pal             | 2017年5月10日 |
| 2    | Jager Boom          | 2017年5月17日 |
| 3    | Shot                | 2017年5月24日 |
| 4    | Long Island         | 2017年5月31日 |
| 5    | Single Malt Whiskey | 2017年6月7日  |
| 6    | Bear Time           | 2017年6月14日 |
| 7    | The Old Fashion     | 2017年6月21日 |
| 8    | Honey Knife         | 2017年6月28日 |

### 歌曲
| 曲別   | 歌名         | 作詞             | 作曲             |
| 片頭曲 | BURN         | The Writers 寫手 | The Writers 寫手 |
| 插曲   | Take Me Away | The Writers 寫手 | The Writers 寫手 |
| 片尾曲 | 守夜者       | The Writers 寫手 | The Writers 寫手 |

## 製作團隊
- 編劇：徐嘉凱、洪仕蓉
- 導演：徐嘉凱
- 副導演：蕭宇伶
- 助理導演：藍禎儀
- 場記：吳孟倫
- 製片：吳佳如
- 外聯製片：李宛庭
- 製作助理：高靖瑀
- 攝影師：林子堯（A機）、林京佑（B機）
- 第一攝影助理：林川哲、劉政偉
- 第二攝影助理：余元寵、江睿哲、吳柏諺
- 第三攝影助理：黃宜璇
- 現場錄音師：羅頌策
- 錄音助理：李柏堯
- 燈光師：陳柏睿
- 燈光：宋重穎、賴威仁、陳育緯
- 美術指導：何姿瑩
- 美術助理：尉遲浤圳
- 化妝＆髮型師：吳雅雯
- 造型師：侯秉逸
- 造型助理：林詠育
- 行銷統籌：游子毅
- 劇照師：陳郁中
- 側錄：李禹萱
- 剪輯：蕭宇伶
- 調色／光：吳孟倫
- 視覺設計：何姿瑩
- 整合混音師：伊勗賢
- 原創音樂與歌曲：楊子樸